# Kościół św. Stanisława Biskupa w Piotrkowicach
Kościół świętego Stanisława Biskupa – nieużytkowana świątynia cmentarna należąca do parafii Zwiastowania Najświętszej Maryi Panny w Piotrkowicach
Jest to świątynia murowana wzniesiona pod koniec XVI wieku, dzięki staraniom Pawła Olszowskiego, notariusza ziemskiego. Przez wiele lat było zmieniane jej wezwanie, aż patronem został św. Stanisław. Na początku XIX wieku nieremontowana budowla popadła w ruinę, a stojący niedaleko klasztor zaczął spełniać rolę kościoła parafialnego. Po rozkazie carskim o kasacie klasztoru bernardynów ówczesny kolator, hrabia Stanisław Tarnowski, zaczął starać się, aby parafię przenieść do pobernardyńskiej świątyni. Na polecenie władz Królestwa Kongresowego biskup Jan Paweł Woronicz w 1824 roku nakazał przenieść nabożeństwa do kościoła klasztornego. Świątynia pod wezwaniem św. Stanisława została przeznaczona na kaplicę cmentarną. 
W 1846 roku, po pożarze świątyni pobernardyńskiej, dla zdobycia środków na jej odbudowę zostały sprzedane do kaplicy w Rębowie koło Kliszowa organy, ołtarze boczne i konfesjonały. W tym czasie również gontowe przykrycie nawy przegniło razem z konstrukcją wiązania dachowego i zawaliło się razem ze stropem. Prezbiterium zabezpieczone pod koniec XIX wieku. przetrwało do dziś.